# Гренайл
Гренайл (англ. Granisle) — селище у провінції Британська Колумбія, Канада. Розташоване в окрузі Балклі-Нечако.
Селище було засноване наприкінці 1960-х років для розміщення працівників відкритої неподалік шахти з видобутку мідної руди. Невдовзі населення селища сягнуло 3 тисяч осіб, проте згодом, після припинення видобутку руди у 1992 році, більшість мешканців селища з нього поїхали. Ті ж, що залишилися, зайняті здебільшого у туристичній сфері.

## Зовнішні посилання
- Офіційний сайт of the village of Granisle [Архівовано 24 березня 2019 у Wayback Machine.]